# Чирингито
Чиринги́то (исп. chiringuito) — предприятие общественного питания в Испании. Представляет собой небольшое кафе на пляже, обычно в постройке временного характера — павильоне со столиками на свежем воздухе, предлагающее напитки и закуски. Обычно открыто в летний сезон. На Коста-дель-Соль фирменным блюдом в чирингито являются приготовленные на углях сардины — эспето.